# كريس بوتر
كريس بوتر (بالإنجليزية: Chris Porter) (12 ديسمبر 1983 المملكة المتحدة - ) هو لاعب كرة قدم بريطاني يلعب كمهاجم.

## روابط خارجية
- كريس بوتر على موقع قاعدة بيانات كرة القدم.إي يو (الإنجليزية)
- كريس بوتر على موقع Soccerbase.com (لاعب) (الإنجليزية)